# Wanda Korotyńska
Wanda Korotyńska (1854 – 1925 w Leoncinie) – powieściopisarka, żona Władysława Korotyńskiego, z poprzedniego małżeństwa Grot-Bęczkowska.
Opublikowała m.in.: "Z szarej przędzy" (nowele i obrazki, 1894); powieści: "Bez woli" (1896); "Co będzie z naszego chlopca?" (1897); "Kędy droga?" (1898); "W mieszczańskiem gnieździe" (2 t., 1899); "Anima vagans" ("Bluszcz", 1900); "W szponach" ("Wędrowiec", 1900). W 1895 wystawiła w Warszawie i Radomiu komedię w 4 aktach "Na łaskę losu", a w 1900 jednoaktówkę "Komedia w komedii". Umieszczała też artykuły różnej treści w "Kurjerze Codziennym", "Prawdzie", "Wieku", "Bluszczu" i "Kurjerze Niedzielnym".